# ناحیه بو اسماعیل
ناحیه بو إسماعیل (به عربی: دائرة بو إسماعیل) یک ناحیه در الجزایر است که در استان تی‌پازه واقع شده‌است.